# Pitkas Point
Pitkas Point és una concentració de població designada pel cens dels Estats Units a l'estat d'Alaska. Segons el cens del 2000 tenia 125 habitants.

## Demografia
Segons el cens del 2000, Pitkas Point tenia 125 habitants, 30 habitatges, i 24 famílies La densitat de població era de 32,4 habitants/km².
Dels 30 habitatges en un 56,7% hi vivien nens de menys de 18 anys, en un 56,7% hi vivien parelles casades, en un 13,3% dones solteres, i en un 20% no eren unitats familiars. En el 20% dels habitatges hi vivien persones soles el 3,3% de les quals corresponia a persones de 65 anys o més que vivien soles. El nombre mitjà de persones vivint en cada habitatge era de 4,17 i el nombre mitjà de persones que vivien en cada família era de 4,92.
Per edats la població es repartia de la següent manera: un 46,4% tenia menys de 18 anys, un 8,8% entre 18 i 24, un 26,4% entre 25 i 44, un 15,2% de 45 a 60 i un 3,2% 65 anys o més.
L'edat mediana era de 22 anys. Per cada 100 dones hi havia 101,6 homes. Per cada 100 dones de 18 o més anys hi havia 109,4 homes.
La renda mediana per habitatge era de 41.875 $ i la renda mediana per família de 46.250 $. Els homes tenien una renda mediana de 26.250 $ mentre que les dones 21.250 $. La renda per capita de la població era de 10.488 $. Aproximadament el 40% de les famílies i el 32,2% de la població estaven per davall del llindar de pobresa.

## Poblacions més properes
El següent diagrama mostra les poblacions més properes.